# Oporelu
Oporelu is een Roemeense gemeente in het district Olt.
Oporelu telt 1354 inwoners.